# Thread of Lies
Án mạng học đường (tiếng Hàn: 우아한 거짓말; Romaja: Uahan Geojitmal; tiếng Anh: Elegant Lies) là một bộ phim điện ảnh Hàn Quốc ra mắt năm 2014 dựa trên một tiểu thuyết bán chạy năm  2009 mang tên Elegant Lies của tác giả Kim Ryeo-ryeong. Đạo diễn Lee Han, vai chính được đảm nhận bởi Kim Hee-ae (vai người mẹ), Go Ah-sung, Kim Hyang-gi và Kim Yoo-jung.
Câu chuyện xoay quanh những nỗi ám ảnh về một cô bé học sinh 14 tuổi bỗng nhiên tự tử. Chuyện gì đã xảy ra? Người mẹ, người chị gái, người bạn thân và những người quen biết cô gái nhỏ này làm sao để đối mặt với hiện tại? Từ đâu để họ biết được nguyên nhân đằng sau cái chết của cô bé đáng thương?

## Nội dung
Hyun-sook (Kim Hee-ae) là một bà mẹ goá đang nuôi hai đứa con gái tuổi teen trong khi làm việc tại một cửa hàng tạp hóa lớn. Một ngày kia, đứa con út của cô, Cheon-ji (Kim Hyang-gi), 14 tuổi, đột nhiên tự tử bằng cách treo cổ mà không hề để ý. Đối với Hyun-sook và con gái lớn Man-ji (Go Ah-sung), Cheon-ji là đứa trẻ ngọt ngào của gia đình ít khi phàn nàn và học tập chăm chỉ, và luôn cố gắng an ủi người mẹ chăm chỉ, mệt mỏi. Đấu tranh với tội lỗi và giận dữ, và không biết tại sao Cheon-ji lại tự tử, hai người phụ nữ tự hỏi liệu có điều gì họ bỏ lỡ hay cái gì họ có thể nói hoặc làm được. Những lời nhắn của Cheon-ji trong quá khứ cho thấy cô đã là nạn nhân của bạo lực học đường ở trường trung học của cô, dẫn đầu bởi Hwa-yeon (Kim Yoo-jung), cô gái xinh đẹp và nổi tiếng nhất trong lớp, phim có tính chất trinh thám.

## Diễn viên
- Kim Hee-ae vai Hyun-sook
- Go Ah-sung vai Man-ji
- Kim Hyang-gi vai Cheon-ji
- Kim Yoo-jung vai Hwa-yeon
- Yoo Ah-in vai Choo Sang-bak
- Sung Dong-il vai Kwak Man-ho
- Chun Woo-hee vai Mi-ran
- Yoo Yeon-mi vai Mi-ra
- Park Soo-young vai ông Im
- Kim Jung-young vai mẹ Hwa-yeon
- Lee Jae-gu vai cha Hwa-yeon
- Kim Ji-hoon vai đồng nghiệp Hyun-sook
- Lee Hee-won vai Teacher Lee
- Lee Young-eun vai Mi-so
- Park Ji-young vai Soo-kyung
- Han Sung-yong vai Park, người giao hàng ở nhà hàng Trung

## Nhận xét chuyên môn
Luke Ryan Baldock của The Hollywood News đã gọi nó là "bộ phim hay nhất của năm" với "khám phá bạo lực học đường tốt nhất từng được nhìn thấy trên màn hình, cũng như là một câu truyện sống động sau khi chết và tầm quan trọng của sự hiểu biết. " Ông cũng ca ngợi kịch bản là "dũng cảm" vì "giải quyết những vấn đề phức tạp như vậy một cách công bằng, cân bằng và không phán xét", và diễn xuất "thần kỳ, với diễn viên trẻ tuổi đang ở giai đoạn trung tâm và đại diện cho đầy đủ các cảm xúc. "
Richard Kuipers của Variety đã viết: "Hiếm khi, nếu có, chủ đề bắt nạt tuổi vị thành niên được kiểm tra trong các chi tiết pháp y như vậy và có những ảnh hưởng xúc động khủng khiếp như vậy" và rằng "người điều khiển Lee Han vẫn duy trì kiểm soát âm thanh hoàn hảo và gợi lên những màn trình diễn xuất sắc từ một dàn diễn viên chủ yếu là nữ. "

## Phát hành
Án mạng học đường đã được phát hành tại rạp vào ngày 13 tháng 3 năm 2014. Đạt vị trí số 1 tại phòng vé trong nước, bộ phim địa phương đầu tiên thực hiện trong sáu tuần thu hút 182.620 người xem vào cuối tuần. Theo Hội đồng phim Hàn Quốc, bộ phim đã có khoảng 680.000 lượt xem vào tuần đầu tiên, thu về 3,86 tỷ ₩ (tương đương 3,61 triệu đô la Mỹ).
Thông qua truyền miệng tích cực, bộ phim có ngân sách nhỏ (2,1 tỷ ₩, tương đương 1,96 triệu đô la Mỹ) đã thu về hơn 8 triệu đô la Mỹ trong tuần thứ hai với 1,2 triệu lượt xem, duy trì sự xuất hiện mạnh mẽ tại phòng vé và trang web vé trực tuyến, bất chấp sự cạnh tranh của Noah, 300: Rise of a Empire và các phim ngoại khác. Nhà phân phối CGV Movie Collage cho biết, bộ phim ban đầu có vấn đề khi sản xuất bởi vì các nhà đầu tư nghi ngờ lời kêu gọi chính thống của họ. Nhưng bộ phim đã gây ấn tượng với khán giả, ở một đất nước mà tự sát, đặc biệt trong giới trẻ, là một vấn đề xã hội lớn (Hàn Quốc có tỷ lệ tự sát cao nhất trong số các nước phát triển / OECD). Chiếu phiên bản không có kiểm duyệt, có phụ đề / tường thuật cho người khiếm thị và người khiếm thính. Các buổi chiếu đặc biệt cũng đã diễn ra cho các nhóm sinh viên và giáo viên, và các thành viên chính đã tham gia chiến dịch chống bắt nạt vào ngày 27 tháng 3 năm 2014.

## Giải thưởng và đề cử
| Year | Award                                      | Category                                     | Recipient      | Result    |
| ---- | ------------------------------------------ | -------------------------------------------- | -------------- | --------- |
| 2014 | Giải thưởng nghệ thuật Baeksang lần thứ 50 | Nữ diễn viên chính xuất sắc                  | Kim Hee-ae     | Đề cử     |
| 2014 | Giải thưởng nghệ thuật Baeksang lần thứ 50 | Nữ diễn viên mới xuất sắc                    | Kim Hyang-gi   | Đoạt giải |
| 2014 | Giải Điện ảnh Buil lần thứ 23              | Nữ diễn viên mới xuất sắc                    | Kim Hyang-gi   | Đề cử     |
| 2014 | Giải thưởng điện ảnh Daejong lần thứ 51    | Nữ diễn viên mới xuất sắc                    | Kim Hyang-gi   | Đề cử     |
| 2014 | Giải thưởng điện ảnh Rồng Xanh lần thứ 35  | Nữ diễn viên chính xuất sắc                  | Kim Hee-ae     | Đề cử     |
| 2014 | Giải thưởng điện ảnh Rồng Xanh lần thứ 35  | Nữ diễn viên mới xuất sắc                    | Kim Yoo-jung   | Đề cử     |
| 2015 | Liên hoan phim Giffoni lần thứ 45          | Giải thưởng Xã hội học Cinecircoli Giovanili | Thread of Lies | Đoạt giải |